# Смідовицький район
Смідовицький район (рос. Смидовичский район) — адміністративна одиниця Єврейської автономної області Російської Федерації.
Адміністративний центр — селище Смідович.

## Адміністративний поділ
До складу району входять 4 міських та 2 сільських поселення:
1. Волочаєвське міське поселення
2. Ніколаєвське міське поселення
3. Приамурське міське поселення
4. Смідовицьке міське поселення
5. Волочаєвське сільське поселення
6. Камишовське сільське поселення